# Wydział Prawa, Prawa Kanonicznego i Administracji Katolickiego Uniwersytetu Lubelskiego Jana Pawła II
Wydział Prawa, Prawa Kanonicznego i Administracji Katolickiego Uniwersytetu Lubelskiego Jana Pawła II – jednostka naukowo-dydaktyczna Katolickiego Uniwersytetu Lubelskiego, w której zajęcia ruszyły razem z rozpoczęciem działalności samego uniwersytetu w 1918 roku. Po reaktywacji nauczania prawa w latach 80 wykładowcami na wydziale byli m.in. Andrzej Szajkowski, Adam Strzembosz, Marek Safjan, Wiesław Chrzanowski, Wojciech Łączkowski, Marian Zdyb czy Andrzej Wąsek.

## Historia

### Okres międzywojenny
Na początku istnienia Uniwersytetu istniały dwa wydziały jurydyczne: Wydział Prawa Kanonicznego i Nauk Moralnych oraz Wydział Prawa i Nauk Społeczno-Ekonomicznych, na którym wykładano prawo świeckie. Pierwszym dziekanem jednostki kanonicznej został Bronisław Żongołłowicz, natomiast ekonomiczno-społecznej, Stanisław Zachorowski. Uczelnia stopniowo kompletowała kadrę z kraju, jak również i z zagranicy (Gommar Michiels z Belgii, wieloletni dziekan Wydziału i jego współorganizator). Wydział Prawa i Nauk Ekonomicznych był jednym z sześciu, jakie funkcjonowały w tym okresie, natomiast Wydział Prawa Kanonicznego był jedynym odrębnym wydziałem w Polsce zajmującym się tą dyscypliną. Struktura obu wydziałów, program, a nawet nazwa bardzo zmieniały się przez pierwsze lata istnienia jednostek. W 1920 na Wydziale Prawa Kanonicznego i Nauk Moralnych otwarte zostały trzy sekcje: prawno-społeczna, prawno-historyczna i prawno-moralna. Natomiast na Wydziale Prawa i Nauk Społeczno-Ekonomicznych powołano do życia dwie sekcje: prawną i ekonomiczną.
W 1933 KUL uzyskał dalsze uprawnienia. Zgodnie z nową ustawą o szkołach akademickich uchwaloną przez Sejm Rzeczypospolitej 15 marca 1933 KUL został uznany za „prywatną szkołę akademicką”. W tym samym roku Wydział Prawa i Nauk Społeczno-Ekonomicznych uzyskał prawo nadawania stopnia magistra prawa i magistra nauk społeczno-ekonomicznych. W konsekwencji po zakończeniu roku akademickiego 1933/34 Wydział wypromował pierwszych absolwentów, wydając im dyplomy magisterskie.
W 1933 Wydział Prawa i Nauk Społeczno-Ekonomicznych uzyskał prawo nadawania stopnia magistra prawa i magistra nauk społeczno-ekonomicznych, natomiast od 1938 uczelnia miała prawo przeprowadzania przewodów doktorskich i habilitacyjnych na wszystkich wydziałach.

### Okres powojenny
Okres wojny spowodował krótką przerwę w prowadzeniu zajęć dydaktycznych na Wydziale, które zostały wznowione w 1944. KUL był pierwszą szkołą wyższą, która na terenie Polski, jeszcze w warunkach frontowych, wznowiła swoją działalność. Pracę podjęła kadra, która wykładała na uczelni w okresie międzywojennym, jak również nowi profesorowie, którzy przybyli z innych uniwersytetów polskich, zwłaszcza z Uniwersytetu Jana Kazimierza we Lwowie. Jednakże dalszy rozwój Wydziału został wstrzymany decyzją ministra oświaty w 1949. Następnie w 1952 Sekcja Prawa przestała istnieć, co było efektem antyklerykalnej polityki władz komunistycznych.

### Reaktywacja
Wydział został reaktywowany w 1981 dzięki staraniom ks. prof. Józefa Krukowskiego, a pierwszy nabór został przeprowadzony na r. ak. 1983/1984. W 1984 Wydział przyjął nową nazwę – Wydział Prawa Kanonicznego i Nauk Prawnych. W 1999 otwarto nowy kierunek – administracja – w wyniku czego nazwa Wydziału uległa ponownej zmianie – Wydział Prawa, Prawa Kanonicznego i Administracji, która pozostała aż do dziś. Po reaktywacji nauczania prawa w latach 80 wykładowcami na wydziale byli m.in. Andrzej Szajkowski, Adam Strzembosz, Marek Safjan, Wiesław Chrzanowski, Wojciech Łączkowski, Marian Zdyb czy Andrzej Wąsek.

## Poczet dziekanów Wydziału Prawa i Nauk Społeczno-Ekonomicznych
- 1918–1919: prof. dr Antoni Peretiatkowicz
- 1919–1920: prof. dr Edward Dubanowicz
- 1920–1922: prof. dr Leon Waściszakowski
- 1922–1923: prof. dr Roman Longchamps de Berier
- 1923–1924: prof. dr Stefan Glaser
- 1924–1925: prof. dr Leon Waściszakowski
- 1925–1926: prof. dr Bronisław Bouffałł
- 1926–1928: prof. dr Ignacy Czuma
- 1928–1929: prof. dr Ludwik Kazimierz Antoni Górski
- 1929–1931: ks. prof. dr hab. Jan Wiślicki
- 1931–1933: ks. prof. dr Antoni Szymański
- 1933–1935 : prof. dr Witold Zenon Krzyżanowski
- 1935–1937: ks. prof. dr hab. Jan Wiślicki
- 1937–1939: prof. dr Antoni Deryng
- 1939–1940: prof. dr hab. Zdzisław Papierkowski
- 1944–1945: prof. dr Ignacy Czuma
- 1945–1946: prof. dr hab. Zdzisław Papierkowski
- 1946–1948: prof. dr hab. Czesław Strzeszewski
- 1948–1949: prof. dr hab. Henryk Dębiński
- W 1949: prof. dr hab. Leon Halban
- 1950–1952: prof. dr hab. Czesław Strzeszewski
- W 1952: prof. dr hab. Aleksander Kunicki

## Poczet dziekanów Wydziału Prawa Kanonicznego
- 1918–1919: ks. prof. dr Bronisław Żongołłowicz
- 1919–1920: ks. prof. dr Józef Florczak
- 1920–1921: ks. prof. dr Antoni Szymański
- 1921–1922: ks. prof. dr Andrzej Michał Micheletti (Andreas Michael)
- 1922–1924: ks. prof. Aleksander Wójcicki
- 1924–1928: prof. dr Gommar Michiels
- 1928–1931: prof. dr Jan Roth
- 1931–1935: prof. dr Gommar Michiels
- 1935–1937: prof. dr Jan Roth
- 1937–1939: ks. prof. dr Henryk Insadowski
- 1939–1940: ks. prof. dr hab. Piotr Kałwa
- 1944–1945: ks. prof. dr hab. Piotr Kałwa
- 1945–1946: ks. prof. dr Henryk Insadowski
- 1946–1950: bp prof. dr hab. Piotr Kałwa
- 1950–1957: ks. prof. dr hab. Paweł Pałka
- 1957–1961: bp prof. dr hab. Jan Nowicki
- 1961–1962: ks. prof. dr hab. Stanisław Płodzień
- 1962–1974: ks. prof. dr hab. Józef Rybczyk
- 1974–1977: bp prof. dr hab. Piotr Hemperek
- 1977–1978: ks. prof. dr hab. Józef Rybczyk

## Poczet dziekanów Wydziału od 1978
- 1978–1987: ks. prof. dr hab. Józef Krukowski
- 1987–1989: ks. prof. dr hab. Henryk Misztal
- 1989–1999: ks. dr hab. Marian Stasiak, prof. KUL
- 1999–2004: abp dr hab. Andrzej Dzięga, prof. KUL
- 2004–2012: ks. prof. dr hab. Antoni Dębiński
- 2012–2016: ks. dr hab. Piotr Stanisz, prof. KUL
- 2016–2018: dr hab. Krzysztof Wiak, prof. KUL
- 2018–2024: dr hab. Andrzej Herbet, prof. KUL
- Od 2024: dr hab. Michał Domagała[2]

## Kierunki studiów

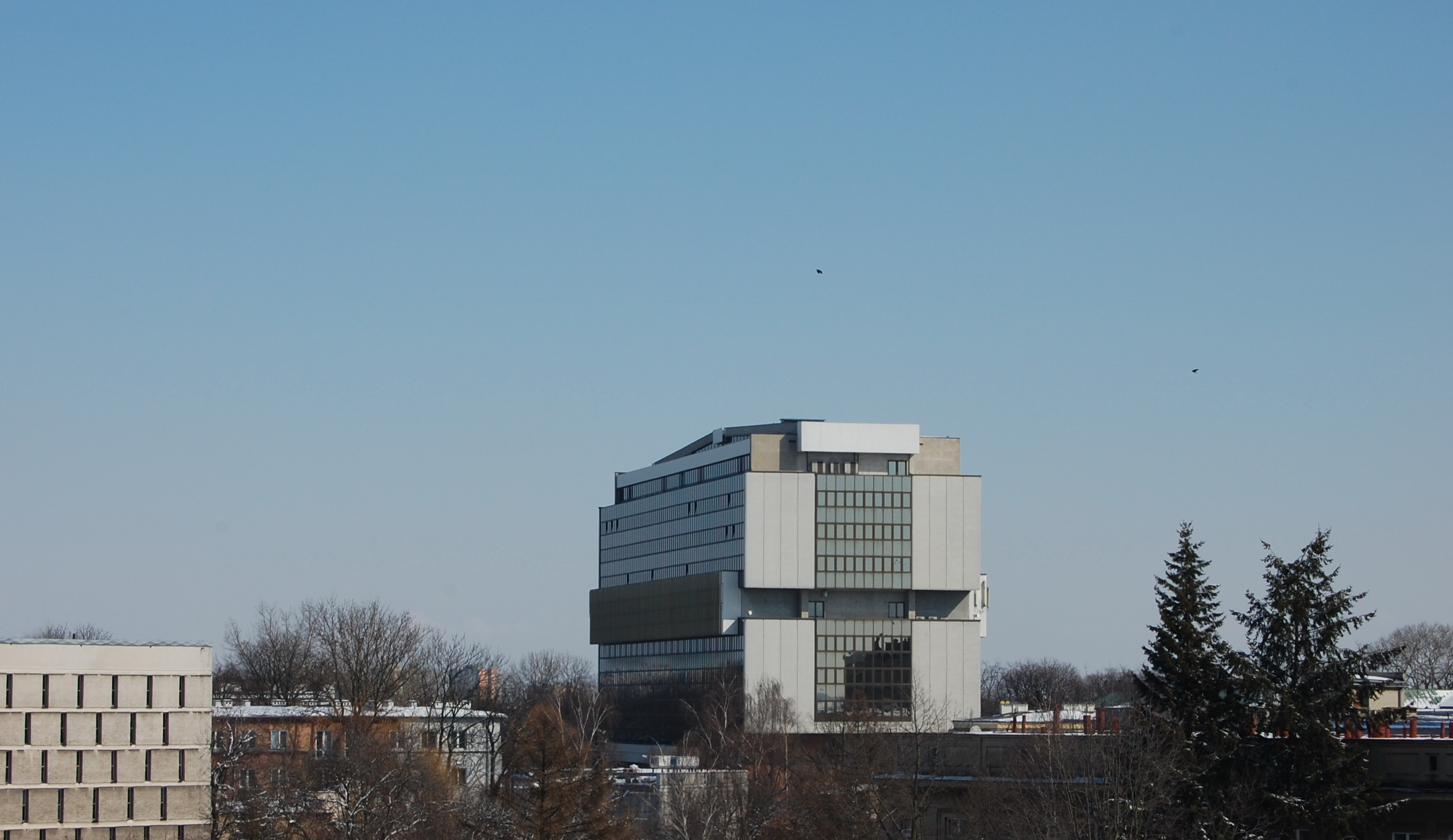
Budynek Collegium Jana Pawła II z oddali

Na Wydziale prowadzone są studia na kierunkach:
- administracja – studia I i II stopnia,
- europeistyka – studia I stopnia,
- prawo – studia jednolite magisterskie,
- prawo kanoniczne – studia jednolite magisterskie,
- prawo w biznesie – studia I i II stopnia[3].

## Struktura
Instytut Nauk Prawnych – dyrektor: prof. dr hab. Joanna Misztal-Konecka
- Katedra Finansów i Prawa Finansowego
- Katedra Historii Ustroju i Prawa
- Katedra Negocjacji i Mediacji
- Katedra Podstaw Prawa Cywilnego i Prawa Prywatnego Międzynarodowego
- Katedra Postępowania Cywilnego
- Katedra Postępowania Karnego
- Katedra Praw Człowieka i Prawa Humanitarnego
- Katedra Prawa Administracyjnego
- Katedra Prawa Cywilnego i Rodzinnego
- Katedra Prawa Handlowego
- Katedra Prawa Karnego
- Katedra Prawa Konstytucyjnego
- Katedra Prawa Międzynarodowego i Prawa Unii Europejskiej
- Katedra Prawa Pracy i Ubezpieczeń Społecznych
- Katedra Prawa Rzymskiego
- Katedra Prawa Samorządu Terytorialnego i Nauki Administracji
- Katedra Prawa Wyznaniowego
- Katedra Publicznego Prawa Gospodarczego
- Katedra Teorii i Filozofii Prawa[4]

Instytut Prawa Kanonicznego – dyrektor: ks. dr hab. Krzysztof Mikołajczuk, prof. KUL
- Katedra Historii, Norm Ogólnych, Prawa Sakramentów i Instytutów Życia Konsekrowanego
- Katedra Kościelnego Prawa Procesowego, Małżeńskiego i Karnego oraz Katolickich Kościołów Wschodnich
- Katedra Kościelnego Prawa Publicznego i Konstytucyjnego[5]

## Współpraca międzynarodowa
WPPKiA KUL prowadzi stałą współpracę z Chicago-Kent College of Law w ramach Szkoły Prawa Amerykańskiego. Oprócz tego Wydział współpracuje z prawniczymi ośrodkami akademickimi Europy i USA, m.in. z:
- Katolickim Uniwersytetem w Budapeszcie im. Pétera Pázmánya (Węgry),
- Katolickim Uniwersytetem w Lowanium (Belgia),
- Uniwersytetem w Pasawie (Niemcy),
- Uniwersytetem w Ołomuńcu (Czechy),
- Uniwersytetem Karola w Pradze (Czechy),
- Uniwersytetem im. Vytautasa Magnusa w Kownie (Litwa),
- Uniwersytetem im. Iwana Franki we Lwowie (Ukraina),
- Katolickim Uniwersytetem Sacro Cuore w Mediolanie (Włochy),
- Uniwersytetem La Rioja w Logroño (Hiszpania),
- Kongregacją Spraw Kanonizacyjnych (Watykan),
- Stiftung Gesellschaft für Rechtspolitik w Trewirze (Niemcy).

## Lokalizacja
Zajęcia odbywają się w centrum miasta: w budynku Collegium Jana Pawła II znajdującym się na rogu alei Racławickich oraz ulicy Hieronima Łopacińskiego (kampus główny) oraz w Collegium Iuridicum mieszczącym się przy ulicy Spokojnej 1.

## Władze
- Dziekan: dr hab. Michał Domagała
- Prodziekan ds. studenckich: dr hab. Filip Ciepły, prof. KUL
- Prodziekan ds. kształcenia: dr hab. Beata Kucia-Guściora, prof. KUL[6]

## Organizacje studenckie
Na Wydziale funkcjonuje kilka organizacji studenckich, które przez swoją działalność, społeczną i naukową, aktywizują studentów wszystkich kierunków studiów:
- Samorząd Studentów Wydziału Prawa, Prawa Kanonicznego i Administracji KUL,
- Koło Naukowe Studentów Prawa KUL,
- Koło Naukowe Kanonistów KUL,
- Koło Naukowe Studentów Administracji KUL,
- Koło Naukowe Studentów Europeistyki „EURO-KUL”,
- Uniwersytecka Poradnia Prawna KUL[7].